# Evacuate the Dancefloor (canção)
"Evacuate the Dancefloor" é o primeiro single do álbum homônimo do grupo Cascada, e conta com a participação do rapper Carlprit. Foi lançado em 15 de abril de 2009

## Lista de faixas
| - Donwload alemão (Amazon MP3/Musicload) 1. "Evacuate the Dancefloor" (Radio Edit) 2. "Evacuate the Dancefloor" (Extended Mix) 3. "Evacuate the Dancefloor" (Wideboys Remix) 4. "Evacuate the Dancefloor" (Chriss Ortega Bigroom Remix) 5. "Evacuate the Dancefloor" (Rob Mayth Remix) - Lançamento alemão no iTunes 1. "Evacuate the Dancefloor" (Radio Edit) 2. "Evacuate the Dancefloor" (Extended Mix) 3. "Evacuate the Dancefloor" (Wideboys Remix) 4. "Evacuate the Dancefloor" (Chriss Ortega Bigroom Remix) 5. "Evacuate the Dancefloor" (Rob Mayth Remix) 6. "Evacuate the Dancefloor" (Frisco Remix) 7. "Evacuate the Dancefloor" (Music Video) - Donwload alemão(Acoustic Mixes) (Amazon MP3) 1. "Evacuate the Dancefloor" (Unplugged) 2. "Evacuate the Dancefloor" (Buena Vista Mix) - EP 1 do iTunes do RU 1. "Evacuate the Dancefloor" (Radio Edit) 2. "Evacuate the Dancefloor" (Cahill Remix) 3. "Evacuate the Dancefloor" (Wideboys Remix) 4. "Evacuate the Dancefloor" (Ultrabeat Remix) - EP 2 do iTunes do RU 1. "Evacuate the Dancefloor" (Extended Mix) 2. "Evacuate the Dancefloor" (Rob Mayth Remix) 3. "Evacuate the Dancefloor" (Chriss Ortega Bigroom Remix) 4. "Evacuate the Dancefloor" (Frisco Remix) - Download digital do RU 1. "Evacuate the Dancefloor" (Radio Edit) 2. "Evacuate the Dancefloor" (Extended Mix) 3. "Evacuate the Dancefloor" (Wideboys Remix) 4. "Evacuate the Dancefloor" (Ultrabeat Remix) 5. "Evacuate the Dancefloor" (Rob Mayth Remix) 6. "Evacuate the Dancefloor" (Frisco Remix) 7. "Evacuate the Dancefloor" (Chriss Ortega Bigroom Remix) | - CD single do RU 1. "Evacuate the Dancefloor" (Radio Edit) 2. "Evacuate the Dancefloor" (Extended Mix) - Club promo CD single do RU 1. "Evacuate the Dancefloor" (Radio Edit) 2. "Evacuate the Dancefloor" (Extended Mix) 3. "Evacuate the Dancefloor" (Lockout's Mirrorball Mix) 4. "Evacuate the Dancefloor" (Wideboys Mix) 5. "Evacuate the Dancefloor" (Ultrabeat Mix) 6. "Evacuate the Dancefloor" (Frisco Mix) 7. "Evacuate the Dancefloor" (Rob Mayth Mix) 8. "Evacuate the Dancefloor" (Wideboys' "Look Who's Back" Dub) - Mmaxi CD single dos EUA 1. "Evacuate the Dancefloor" (Radio Edit) 2. "Evacuate the Dancefloor" (Wideboys Radio Edit) 3. "Evacuate the Dancefloor" (Cahill Edit) 4. "Evacuate the Dancefloor" (Chriss Ortega Bigroom Radio Edit) 5. "Evacuate the Dancefloor" (Extended Mix) 6. "Evacuate the Dancefloor" (Wideboys Remix) 7. "Evacuate the Dancefloor" (Cahill Remix) 8. "Evacuate the Dancefloor" (Chriss Ortega Bigroom Remix) 9. "Evacuate the Dancefloor" (Frisco Remix) 10. "Evacuate the Dancefloor" (Wideboys Dub) - Exclusivo do iTunes dos EUA: The International Mixes (and more) 1. "Evacuate The Dancefloor" (Rob Mayth Edit) 2. "Evacuate The Dancefloor" (Ultrabeat Edit) 3. "Evacuate The Dancefloor" (PH Elektro Edit) 4. "Evacuate The Dancefloor" (Rob Mayth Mix) 5. "Evacuate The Dancefloor" (Ultrabeat Mix) 6. "Evacuate The Dancefloor" (PH Elektro Mix) 7. "Evacuate The Dancefloor" (Lockout’s Mirrorball Mix) 8. "Evacuate The Dancefloor" (Unplugged Live!) 9. "Evacuate The Dancefloor" (Buena Vista Edit) 10. "Faded" (Wideboys Miami House Mix) 11. "Just Like A Pill" 12. "Sk8er Boi" |

## Paradas e certificações
| Parada (2009)                    | Máxima posição |
| -------------------------------- | -------------- |
| Australian Singles Chart         | 3              |
| Austrian Singles Chart           | 6              |
| Belgian Singles Chart (Flanders) | 6              |
| Belgian Singles Chart (Wallonia) | 6              |
| Canadian Hot 100                 | 4              |
| Czech Airplay Chart              | 25             |
| Danish Singles Chart             | 7              |
| Dutch Top 40                     | 1              |
| European Hot 100 Singles         | 4              |
| French Digital Singles Chart     | 3              |
| French Singles Chart             | 4              |
| German Singles Chart             | 5              |
| Global Dance Tracks              | 1              |
| Hungarian Singles Chart          | 8              |
| Irish Singles Chart              | 2              |
| New Zealand Singles Chart        | 2              |
| Norway Singles Chart             | 3              |
| Slovak Airplay Chart             | 3              |
| Romanian Top 100                 | 34             |
| Swedish Singles Chart            | 13             |
| Swiss Singles Chart              | 7              |
| UK Singles Chart                 | 1              |
| Billboard Hot 100                | 25             |
| Billboard Pop Songs              | 14             |
| Billboard Hot Dance Airplay      | 1              |

| Região        | Vendas  | Certificação |
| ------------- | ------- | ------------ |
| Australia     | 70.000  | Platina      |
| New Zealand   | 7.500   | Ouro         |
| United States | 500.000 | Ouro         |
| Brazil        | 280.000 | Prata        |

## Cronologia de lançamentos
| País           | Data                   | Formato                                  | Gravadora            |
| -------------- | ---------------------- | ---------------------------------------- | -------------------- |
| Reino Unido    | 29 de junho 2009       | CD single, digital download              | All Around the World |
| Alemanha       | 3 de julho 2009        | CD single, digital download              | Zooland              |
| Alemanha       | 4 de setembro 2008     | Digital download (Acoustic mixes)        | Zooland              |
| Itália         | 10 de julho de 2009    | Airplay                                  | Universal            |
| Itália         | 31 de julho de 2009    | CD single, digital download              | Universal            |
| Estados Unidos | 14 de julho 2009       | Digital download                         | Robbins              |
| Estados Unidos | 21 de julho de 2009    | CD single                                | Robbins              |
| Estados Unidos | 15 de setembro de 2009 | Digital download (International remixes) | Robbins              |
| Canada         | 4 de agosto de 2009    | Digital download                         | Awesome, Robbins     |
| Austrália      | 4 de setembro de 2009  | CD single, digital download              | Universal            |
| França         | 7 de setembro de 2009  | CD, digital download                     | Universal            |